# Накара (язык)
Накара (англ. Nakkara language) — австралийский язык одноимённого племени аборигенов. Язык распространён на севере Австралии, в Арнем-Ленде.
Племя накара занимает территорию в 520 кв. км., обитает возле залива Баукаут (англ. Boucaut Bay) и протягиваются на юго-запад до реки Блайт.
По переписи 2016 года, осталось лишь 58 носителей языка.